# St. Jakob (Pfalzgrafenweiler)

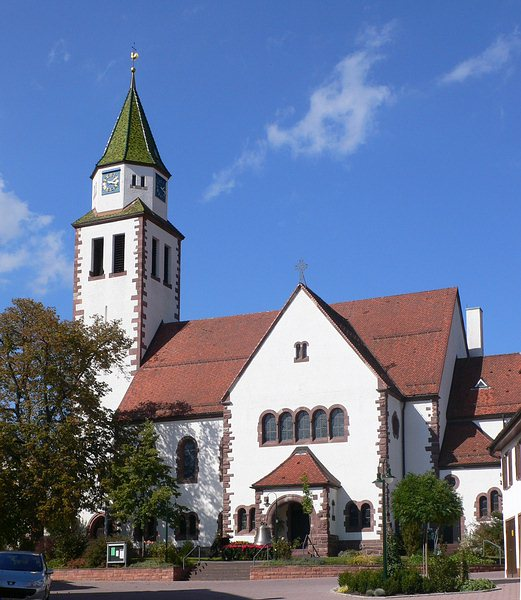
Jakobskirche Pfalzgrafenweiler, 2007

Die Jakobskirche Pfalzgrafenweiler ist die evangelische Kirche in Pfalzgrafenweiler im Schwarzwald. Sie wurde im neuromanischen Stil 1907 gebaut.

## Geschichte
Zwischen 1469 und 1482 wurde die erste Kirche in Pfalzgrafenweiler erbaut. Die Peter-und-Paul-Kirche war eine frühgotische Ortskirche und stand an demselben Ort wie die heutige Jakobskirche. Mit der Kirche emanzipierte sich die Gemeinde auch von der Stammkirche in Altheim. 1717 wurde ein Pfarrhaus bei der Kirche gebaut. 1772 wurde die Kirche umgebaut und dem heiligen Jakobus geweiht. Ein Wallfahrtsweg zum Grab des Apostels im spanischen Santiago de Compostela führt durch den Schwarzwald in die Alpen. Nahe Pfalzgrafenweiler verlief ein Zugangsweg zu diesem Hauptwallfahrtsweg.
Das Jahr 1798 ist in Pfalzgrafenweiler bekannt für den verheerenden Stadtbrand. Jedoch blieben die auf der leichten Anhöhe des Kirchenbuckel gelegene Jakobskirche, das Pfarrhaus und alle anderen Gebäude auf dem Hügel verschont. Die Kirche wurde für die schnell wachsende Gemeinde um 1900 zu klein und war in einem schlechten Zustand. Deshalb beschloss der damalige Kirchengemeinderat eine neue Kirche zu errichten. Von der alten Jakobuskirche blieb lediglich der untere Teil des Turmes erhalten. Am 21. September 1907 wurde die heutige Jakobskirche geweiht.

## Ausstattung
Im Kircheninneren fällt ein großes Wandbild des Kunstmalers Rudolf Yelin der Ältere auf. Er stellte 1907 die Verklärung Christi eingebettet in die Landschaft um Pfalzgrafenweiler dar. Als die Kirche in den 1960er Jahren renoviert wurde, war Professor Yelin, der Enkel des Künstlers der architektonische Berater der Landeskirche. Vermutlich blieb das Bild deshalb erhalten und fiel keinem aktuellen Trend der Kirchgestaltung zum Opfer.
Die Orgel wurde 1971 von der Firma Stehle Orgelbau als Opus 146 gebaut. Sie verfügt über 22 Register auf zwei  Manualen und Pedal.